# Anne Hopfengärtner
Anne Hopfengärtner (* 29. Oktober 1989 in Neustadt an der Aisch) ist eine ehemalige deutsche Fußballspielerin. 

## Karriere

### Vereine
Hopfengärtner begann ihre Laufbahn bei den Junioren des TSV Neustadt Aisch. Sie durchlief die DFB-Talentförderung sowie diverse Auswahlmannschaften und wechselte 2004 zum SV 67 Weinberg. Dort spielte sie in der U-17-Bayernliga und hatte ihre ersten Einsätze in der 1. Frauenmannschaft. Von 2005 bis 2007 spielte sie mit Weinberg in der Bayernliga und stieg 2007 in die Regionalliga Süd auf. Als Meister der Regionalliga schaffte sie 2013 den Aufstieg in die 2. Frauen-Bundesliga Süd. Von 2013 bis 2016 spielte sie für Weinberg in der Bundesliga und wechselte zur Saison 2016/17 zum 1. FC Köln. Mit dem 1. FC Köln stieg sie in ihrer ersten Saison in die Frauen-Bundesliga auf. Ab 2018 spielte Hopfengärtner für Bayer 04 Leverkusen.

### Nationalmannschaft
2016 spielte Hopfengärtner für die Studierenden-Nationalmannschaft gegen die Nationalmannschaft der Studierenden Frankreichs. Im Juni 2017 reiste sie mit der deutschen Studenten-Nationalmannschaft nach Uruguay. Im Zuge dieser Botschafterreise spielte sie gegen die A-Nationalmannschaft und die Studierenden-Nationalmannschaft Uruguays.